# Förstakammarvalet i Sverige 1894
Förstakammarvalet i Sverige 1894 var ett val i Sverige. Valet utfördes av landstingen och i de städer som inte hade något landsting utfördes valet av stadsfullmäktige. 1894 fanns det totalt 853 valmän, varav 829 deltog i valet.
I Örebro läns valkrets ägde valet rum den 19 mars. I halva Malmö stads valkrets ägde valet rum den 7 september. I Gävleborgs läns valkrets ägde valet rum den 17 september. I Södermanlands läns valkrets, Hallands läns valkrets, Göteborgs och Bohusläns valkrets, Älvsborgs läns valkrets, Värmlands läns valkrets och Västerbottens läns valkrets ägde valet rum den 18 september. I Jönköpings läns valkrets, Örebro läns valkrets och Västernorrlands läns valkrets ägde valet rum den 19 september. I Kalmar läns norra valkrets ägde valet rum den 24 september. I Gotlands läns valkrets och Malmöhus läns valkrets ägde valet rum den 25 september. I Stockholms stads valkrets ägde valet rum den 28 november och i andra halvan av Malmö stads valkrets ägde valet rum den 21 december.

## Valresultat
| Parti  | Parti                     | Röster | Valda | Mandatfördelning | Mandatfördelning | Mandatfördelning |
| Parti  | Parti                     | Röster | Valda | FK 1894          | FK 1895          | +/-              |
| ------ | ------------------------- | ------ | ----- | ---------------- | ---------------- | ---------------- |
|        | Protektionistiska partiet | 321    | 9     | 97               | 97               | +-0              |
|        | Minoritetspartiet         | 189    | 5     | 28               | 28               | +-0              |
|        | Partilösa                 | 335    | 8     | 23               | 25               | +2               |
|        | Övriga                    | 306    | 0     | 0                | 0                | +-0              |
| Totalt | Totalt                    | 1 151  | 22    | 148              | 150              | +2               |

Det protektionistiska partiet behöll alltså egen majoritet.

## Invalda riksdagsmän
Stockholms stads valkrets:
- Carl Hammarskjöld

Södermanlands läns valkrets:
- Erik Hallgren
- Fredrik Wachtmeister, prot

Jönköpings läns valkrets:
- Carl Jehander

Kalmar läns norra valkrets:
- Carl Lybeck, prot

Gotlands läns valkrets:
- Emil Poignant, prot

Malmöhus läns valkrets:
- Nils Trolle

Malmö stads valkrets:
- Robert Dickson, min
- Peter Krok

Hallands läns valkrets:
- Sebastian Tham, prot

Göteborgs och Bohusläns valkrets:
- Edvard Rodhe
- Oscar Bergius, prot

Älvsborgs läns valkrets:
- Fredrik von Essen, prot
- Per Johan Andersson, prot
- Eduard Ljungberg, prot

Värmlands läns valkrets:
- Lars Wilhelm Bergström

Örebro läns valkrets:
- Hildebrand Schröder

Gävleborgs läns valkrets:
- Christian Lundeberg, prot

Västernorrlands läns valkrets:
- Olof Björklund, min
- Johan Dahlberg, min

Västerbottens läns valkrets:
- August Almén, min
- Oscar Bremberg, min

## Fotnoter
1. ↑  Siffrorna avser de sammanlagda röstetalen för de riksdagsledamöter som tillhörde respektive parti och valdes under detta år. Rösterna på kandidater som tillhörde partierna men inte vann ett riksdagsmandat har alltså sorterats in under "övriga". Röstetalen på valkretsnivå är hämtade från SCB och riksdagsledamöternas partitillhörigheter är baserade på uppgifter från bokserien Tvåkammarriksdagen 1867–1970.